# كريس ستيوارت (لاعب كرة قدم)
كريس ستيوارت (بالإنجليزية: Kris Stewart)‏ هو لاعب كرة قدم بريطاني، ولد في 9 فبراير 1967.